# Södertuna

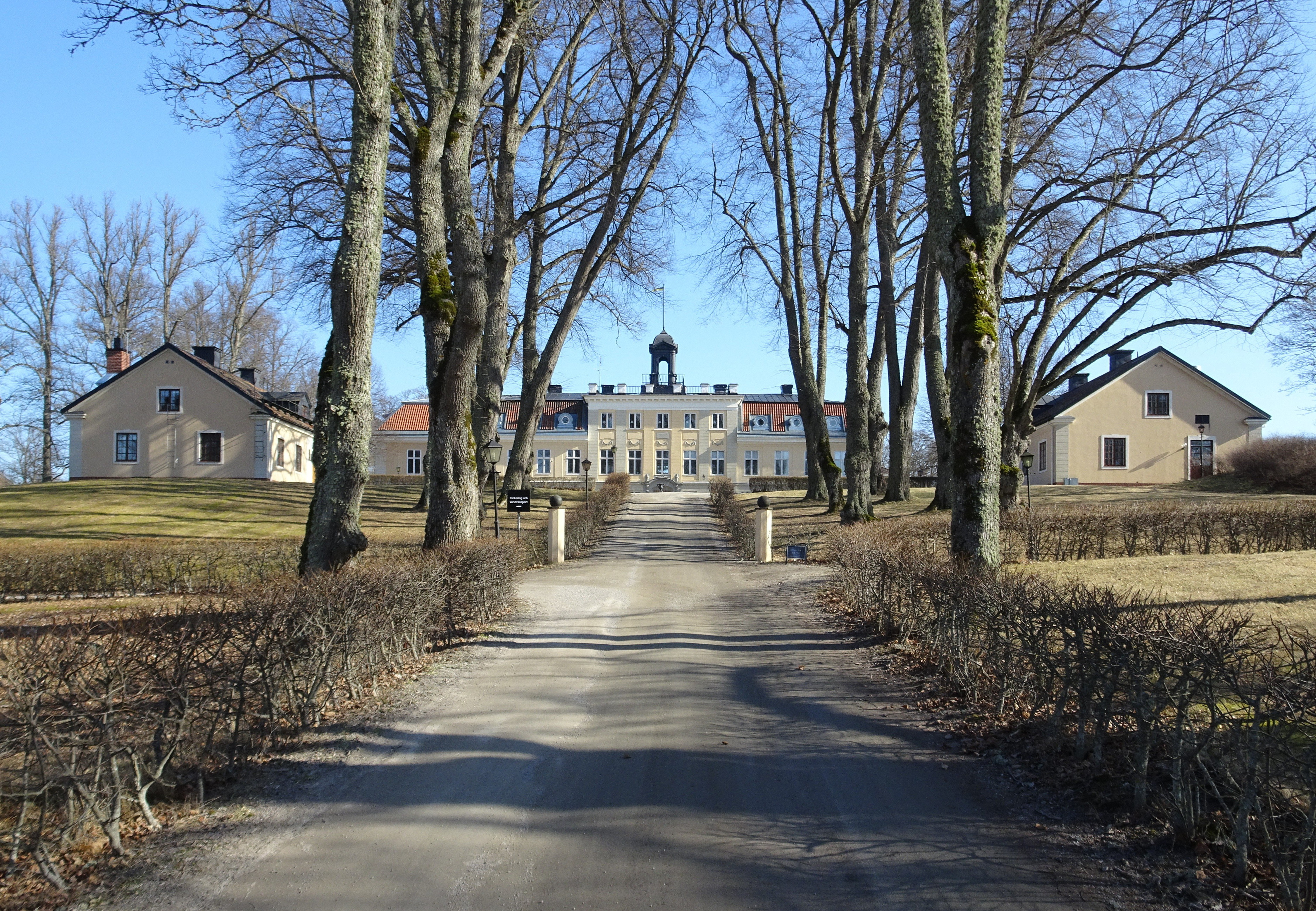
Södertuna slott, uppfart från nordväst i mars 2022.

Södertuna är en slottsliknande herrgård och ett tidigare säteri i Frustuna socken i Gnesta kommun, Södermanland. Huvudbebyggelsen ligger på en holme i Frösjön cirka 2,5 kilometer norr om Gnesta. Vid den stora ombyggnaden 1892 fick corps de logi sitt nuvarande utseende genom arkitekten Isak Gustav Clasons försorg. Sedan 1985 nyttjas Södertuna som hotell- och konferensanläggning.

## Historik

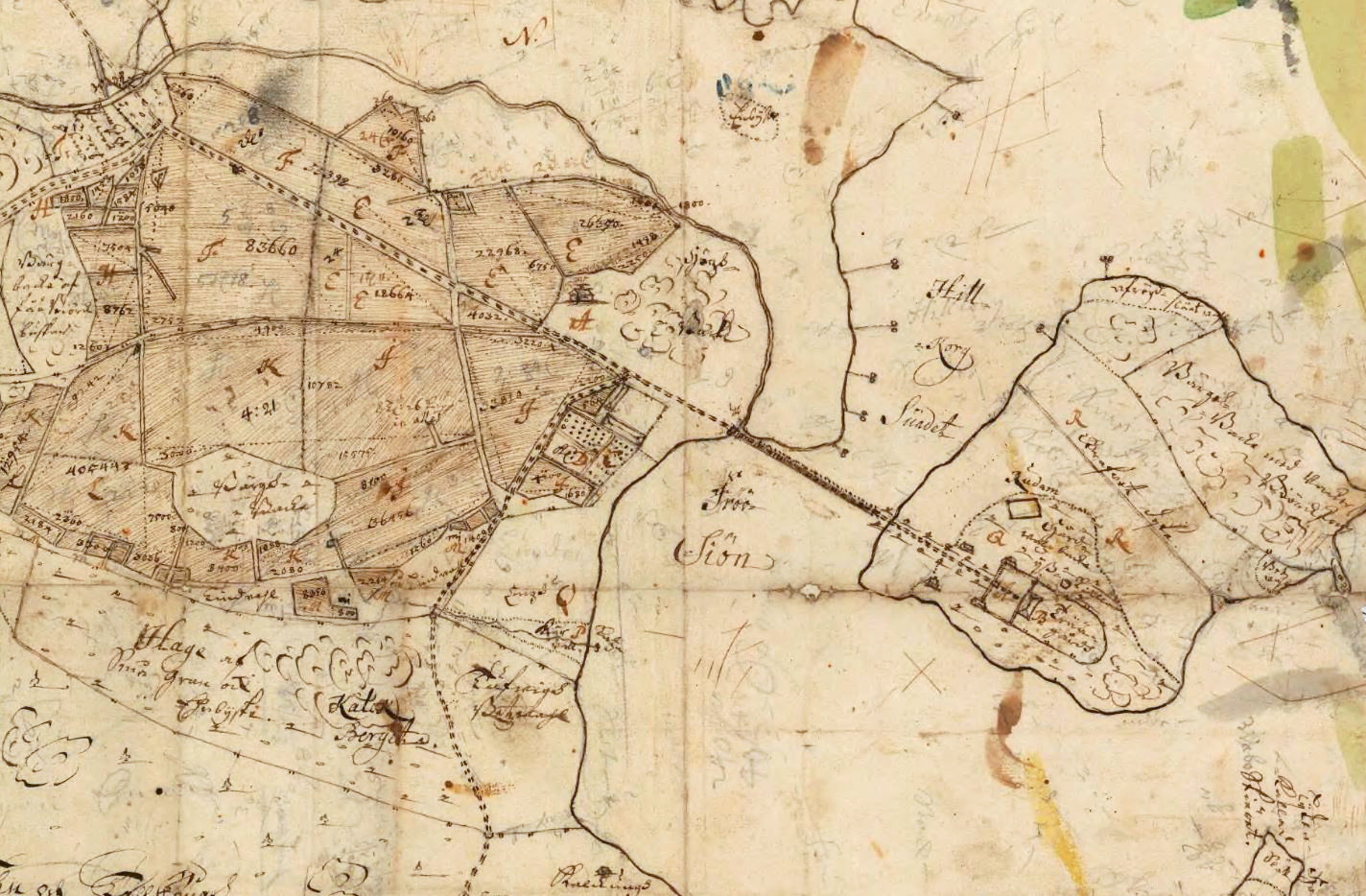
Södertuna på karta från 1714.

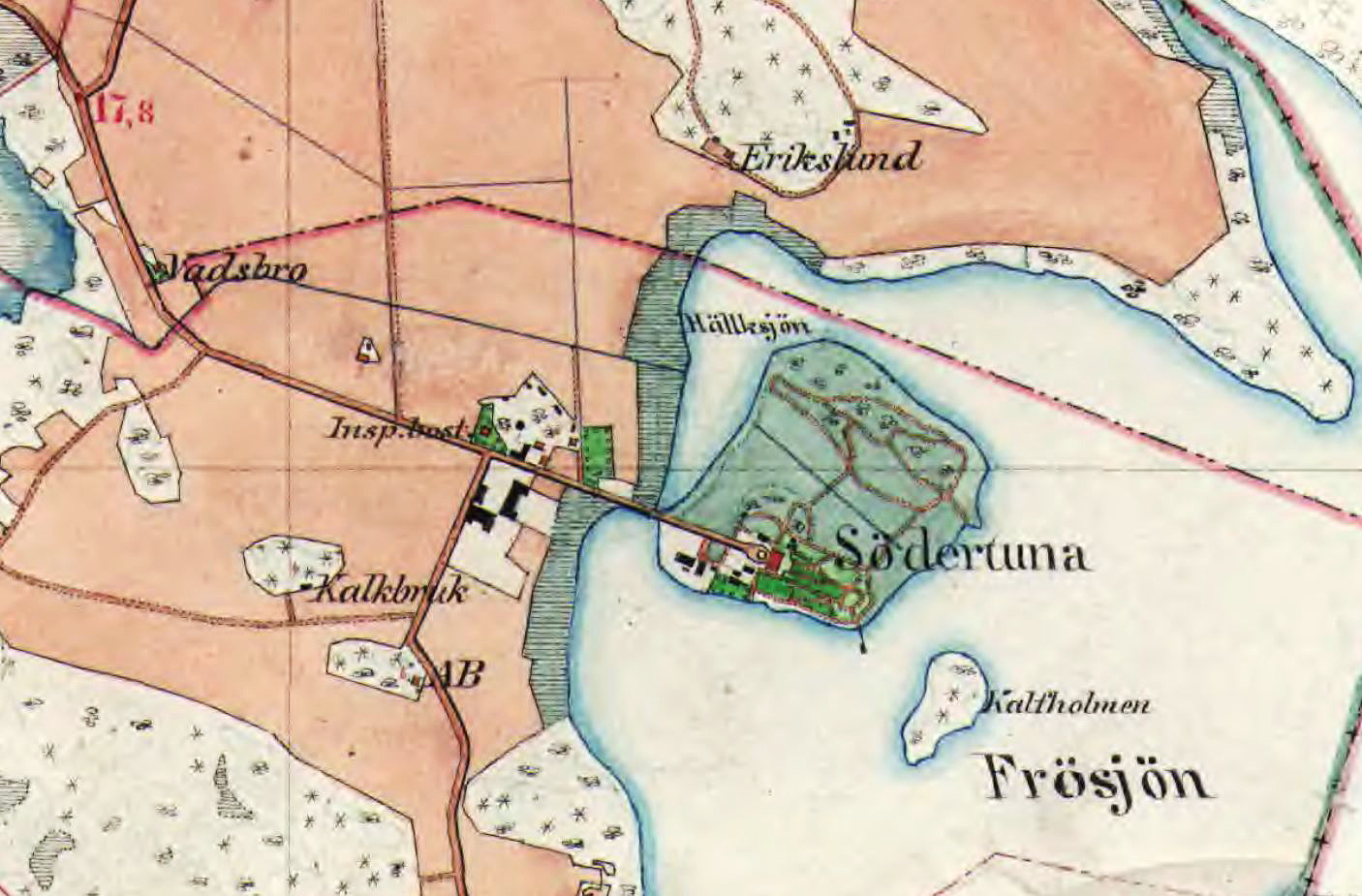
Södertuna på karta från 1890.

Gårdens namn var långt in på 1700-talet Vad eller Wad och tillhörde på medeltiden den kända adelsätten Färla. Den förste kända ägaren till godset var Karl Niklisson (kluven sköld) och var hans sätesgård. Han mördades 1381 av Bo Jonsson (Grip), och därefter drogs hans samtliga gods in. Bland senare ägare nämns lagmannen i Södermanland Jon Karlsson Färla (död 1457) och fru Brita Jönsdotter Roos af Ervalla (död omkring 1580) samt hennes svärson Sten Eriksson Leijonhufvud (död 1568). 
Den senare bytte bort två hemman i Vad till hertig Karl som förlänade dem 1573 till kammarjunkaren Claes von Köllen (död 1587), vilken återupprättade säteriet. Efter hans död förlänades stället till Jakob Kouschild (Koskull). Gården uppläts sedan till olika ägare och byttes slutligen 1646 och 1668 från kronan till riksrådet friherre Claes Stiernsköld. Stället kallades då ”Tuna”.
Efter Stiernskölds död 1676 kom gården till hans svärson friherre Gustaf Adolf Axelsson Sparre (1649-1692) som sålde den 1685 till den förmögna landshövdingen friherren Erik Lovisin på Brandalsund. Det var troligen han som lät uppföra ett stenhus på den medeltida källargrunden som genom ombyggnader på 1700- och 1890-talen fick dagens utseende. 
Egendomen stannade sedan i släkten Lovisin tills friherren Gustaf Palm (adlad Palmfelt) övertog gården. Hans son, Gustaf Palmfelt, blev ägare efter faderns död 1715, gården kallades nu ”Södertuna”. Via Gustaf Palmfeldts syster Margareta (död 1807) kom Södertuna till friherren Fredrik Ehrensvärd (1719-1807), som var gift med Margareta Palmfeldt. På 1790-talet såldes gården av Palmfeldt till amiralen Claes Adam Wachtmeister. Hans änka, Christina Hall, behöll Södertuna till sin död 1839. På öns norra del lät hon anlägga en engelsk park som blev vida känd. Egendomen såldes 1840 av sonen greve Carl Johan Wachtmeister till kapten Anders Otto Adelborg (1811-1862).

### Gården under von Eckermann och dagens hotellanläggning
I rask takt vandrande egendomen genom flera händer tills den 1891 kom genom en gåva till Ebba von Hallwyl och hennes man Wilhelm von Eckermann. Under von Eckermans tid utfördes en större ombyggnad efter ritningar av arkitekt Isak Gustaf Clason (se mer under ”Bebyggelsen”). 
Södertuna fungerade som företag och eftersom Wilhelm von Eckermann ofta arbetade för Drottning Viktoria och tillbringade mycket av sin tid utomlands var det Ebba von Eckermann som hade största ansvaret för verksamheten. Gårdens arbetare och arrendatorer fick sina bostäder upprustade och till djuren byggdes nya stall. 1951 förvärvade sonsonen Ture von Eckerman egendomen.
År 1985 genomfördes en avstyckning då familjen von Eckermann sålde fastigheten med tillhörande park. Egendomen ägdes därefter av Södertuna Konferensslott AB. Nuvarande ägare är sedan 2007 familjen Åström som även driver Duveholms herrgård i Katrineholm och Gripsholms värdshus i Mariefred.

## Bebyggelsen

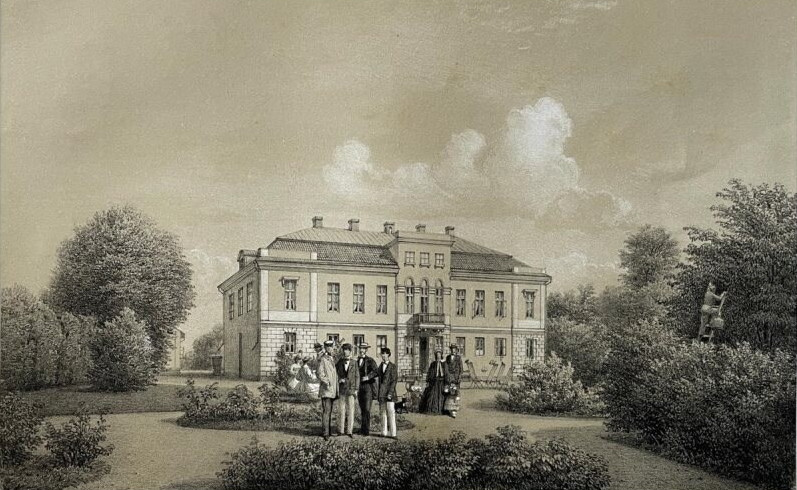
Södertuna, trädgårdssidan enligt en teckning av Ferdinand Richardt 1869.

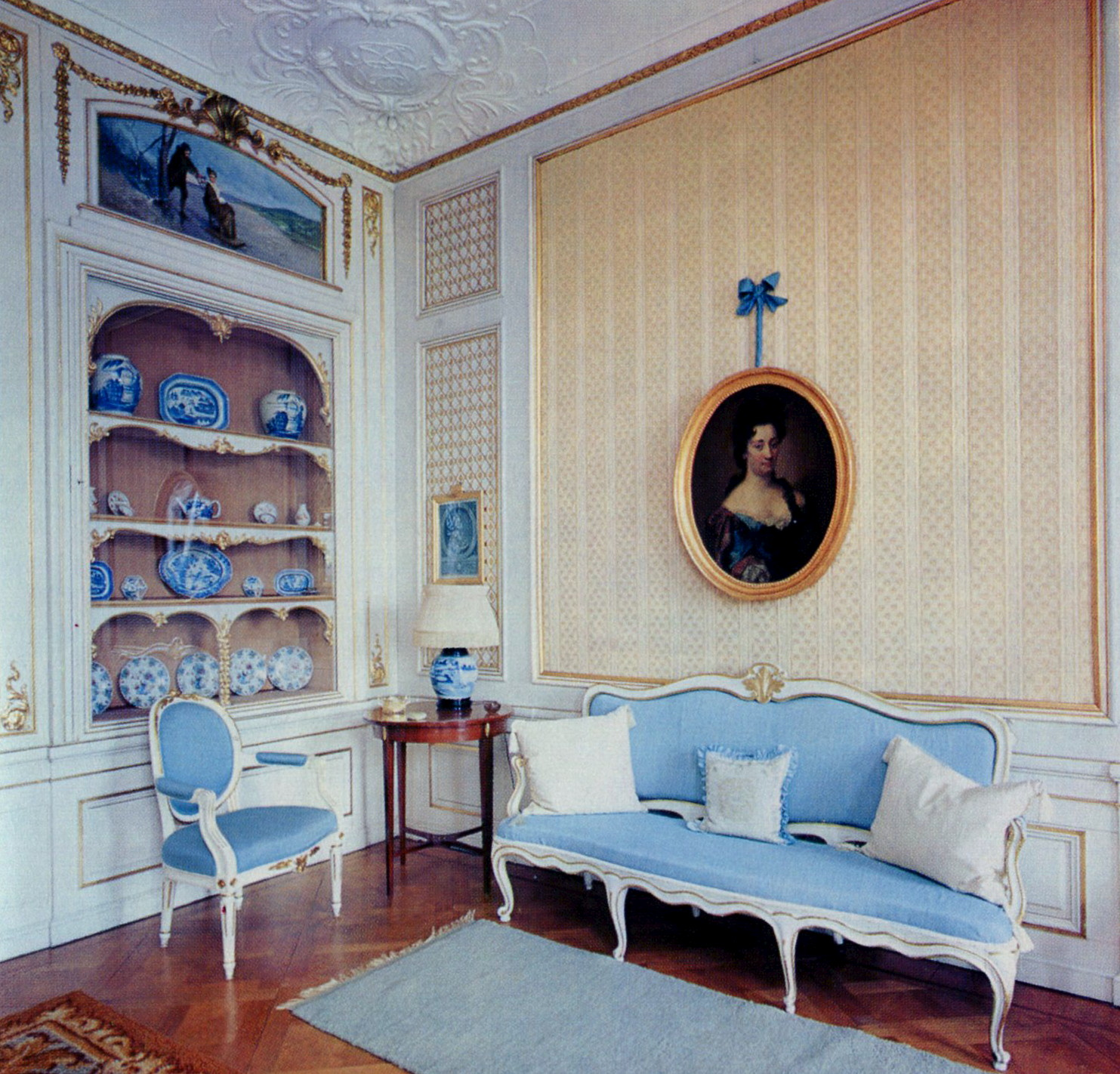
Salongen på von Eckermanns tid, 1967.

Huvudbebyggelsen anlades på Fruktön, en holme i Frösjön. Den ursprungliga vattenomgivna ön är genom igenväxning numera nästan helt sammanväxt med fastlandet. På 1700-talet gick en cirka 180 meter lång träbro mellan ön och fastlandet (i dag reducerad till en kort bro över sankmark). Från nordväst leder en 600 meter lång allé upp till gårdsplanen. 
Enligt traditionen var platsen på medeltiden bebyggd med ett munkkloster men några pålitliga historiska uppgifter finns inte. Huvudbyggnadens medeltida källarvalv påminner om klosterceller, i en av dem finns en igenmurad dörr som sägs skall leda till en underjordisk gång med öppning vid sjöstranden. Troligen tillhör Södertunas källarvalv inget kloster utan är lämningar efter Jon Karlsson Färlas befästa sätesgård från 1400-talet.
Förmodligen kvarstod denna byggnad tills Erik Lovisin i slutet av 1600-talet lät utföra en omfattande ombyggnad varvid delar av den medeltida byggnaden revs och ersattes av nya murar. Lovisins byggnad förlängdes åt sidorna på 1700-talet. På 1790-talet, under Claes Adam Wachtmeisters tid, tillkom ett förhöjt mittparti. Byggnadens dåtida utseende framgår på en illustration an Ferdinand Richardt från 1869.
En genomgripande renovering och modernisering av corps de logi utfördes 1892 under ledning av arkitekt Isak Gustav Clason med Wilhelm von Eckermann som byggherre. Clason gav byggnaden ett utseende i nyklassicism. Då skapades på entrésidan bland annat den vackra sandstensportalen med festonger, konsoler och urnor som omfamnar den snidade ekdörren med von Eckermanns och von Hallwyls vapen i dörrbladet. Taket smyckades av en lanternin och på trädgårdssidan tillkom den kolonnburna altanen. De båda fristående flygelbyggnader på entrésidan uppfördes på 1920-talet då de ersatte två fallfärdiga träflyglar, arkitekt var Arre Essén.
I samband med att Södertuna blev konferensanläggning lät man 1987 uppföra de båda långa gästflyglarna på trädgårdssidan, uppkallade efter gårdens tidigare ägarna von Eckermanska flygeln respektive von Hallwylska flygeln. Ytterligare en renovering utfördes mellan 2016 och 2019 då huvudbyggnaden byggdes till åt nordost.

Exteriör, entrésidan
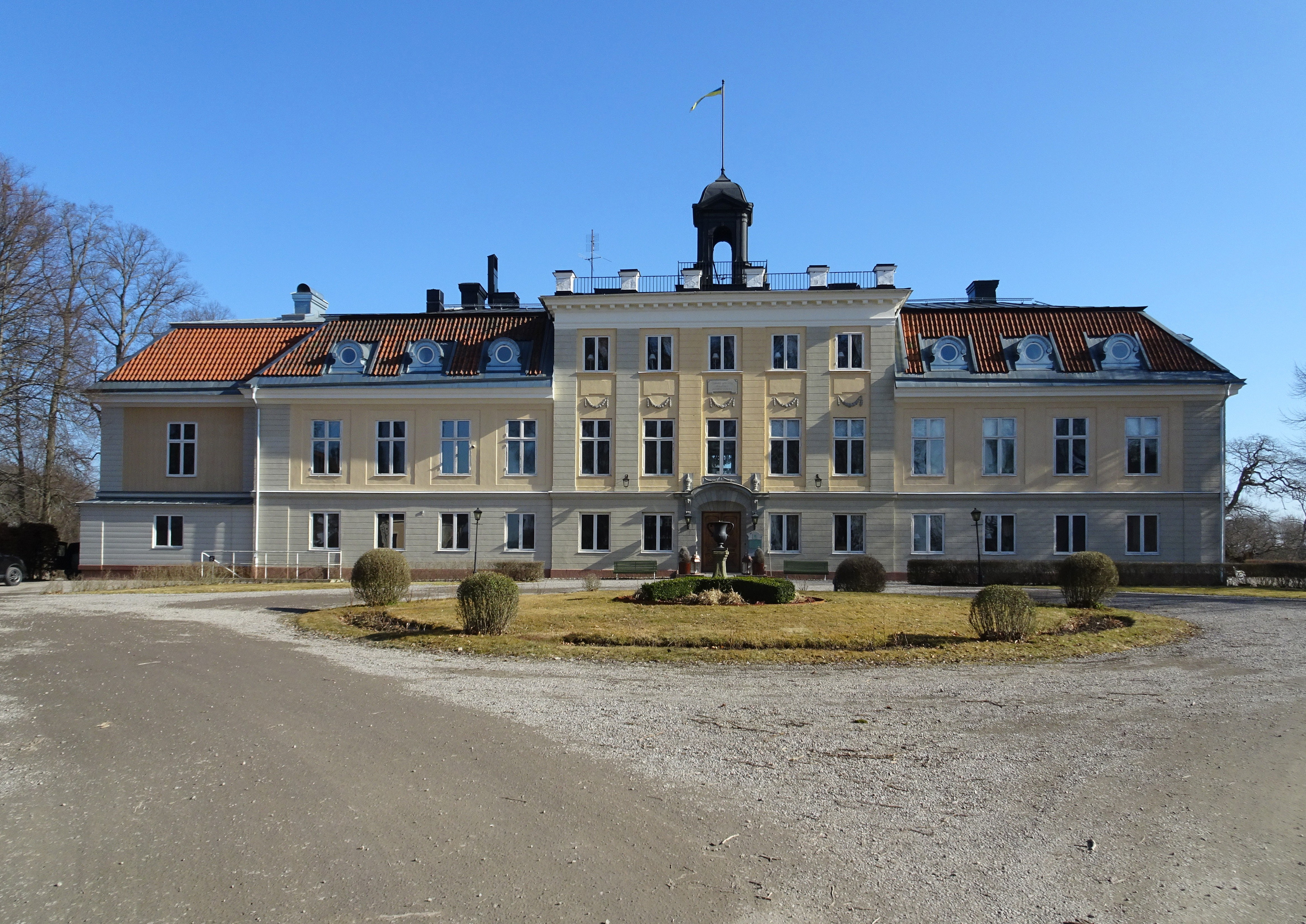
Corps de logi.
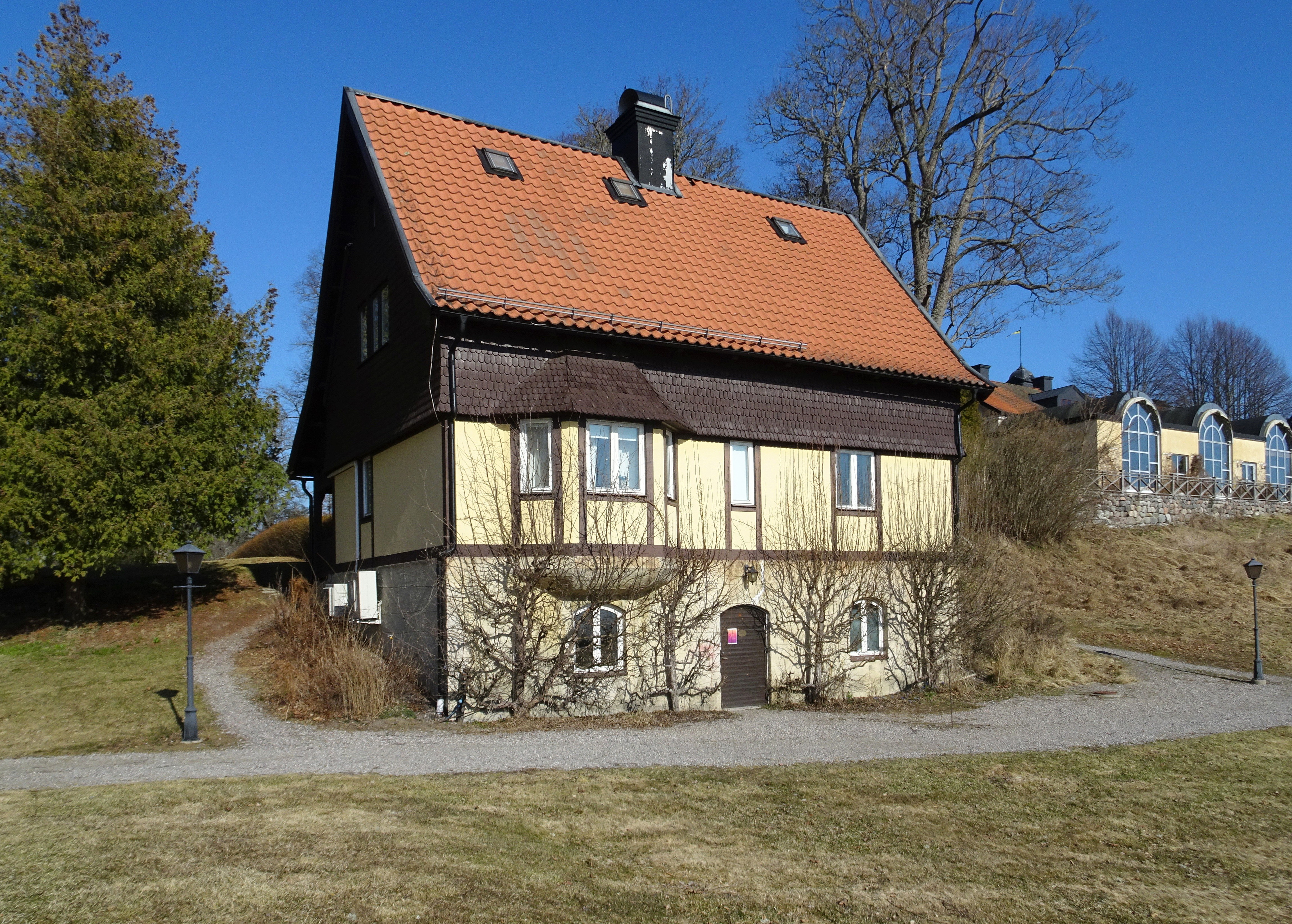
Före detta trädgårdsmästarbostaden.
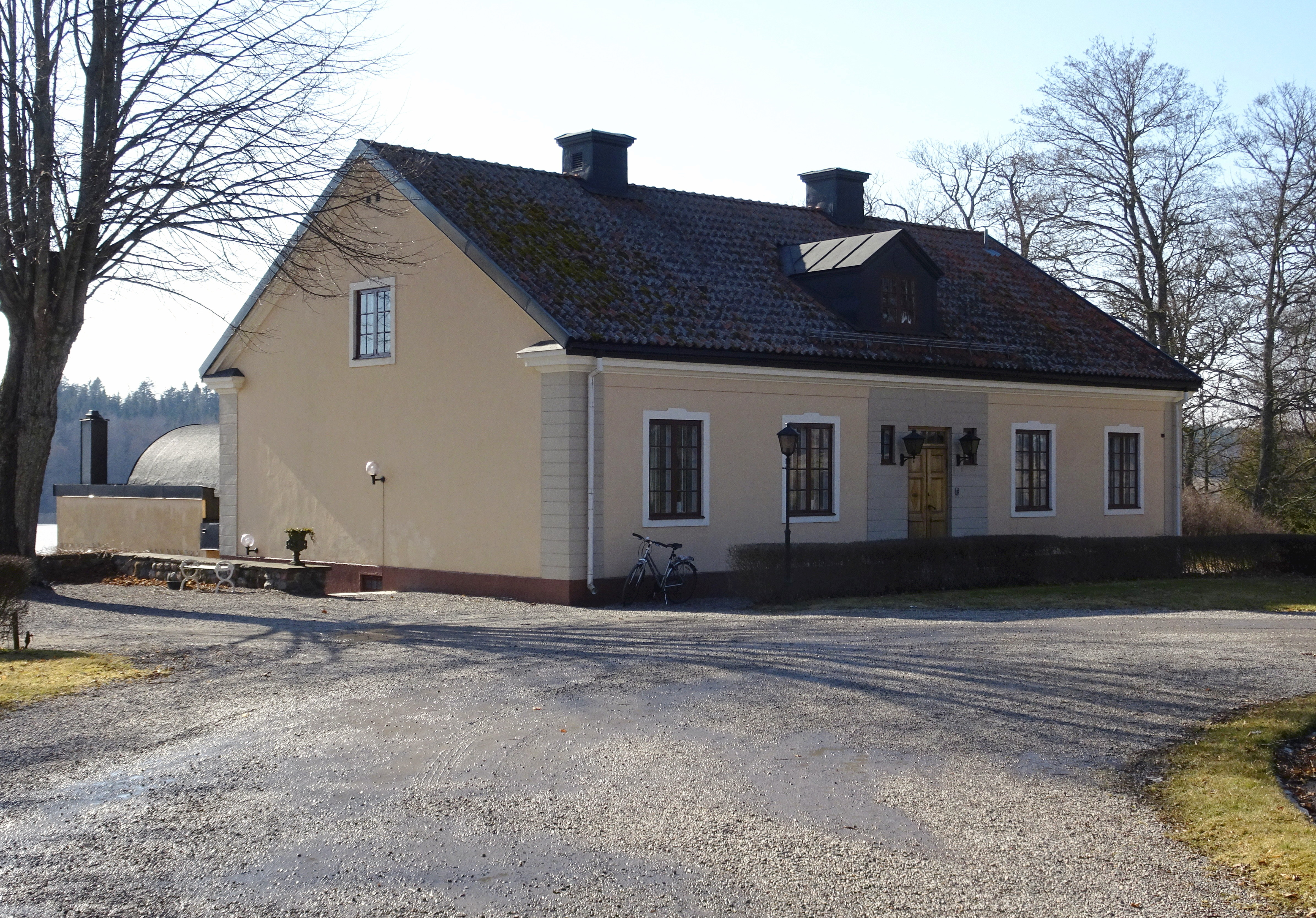
Sydvästra flygeln.
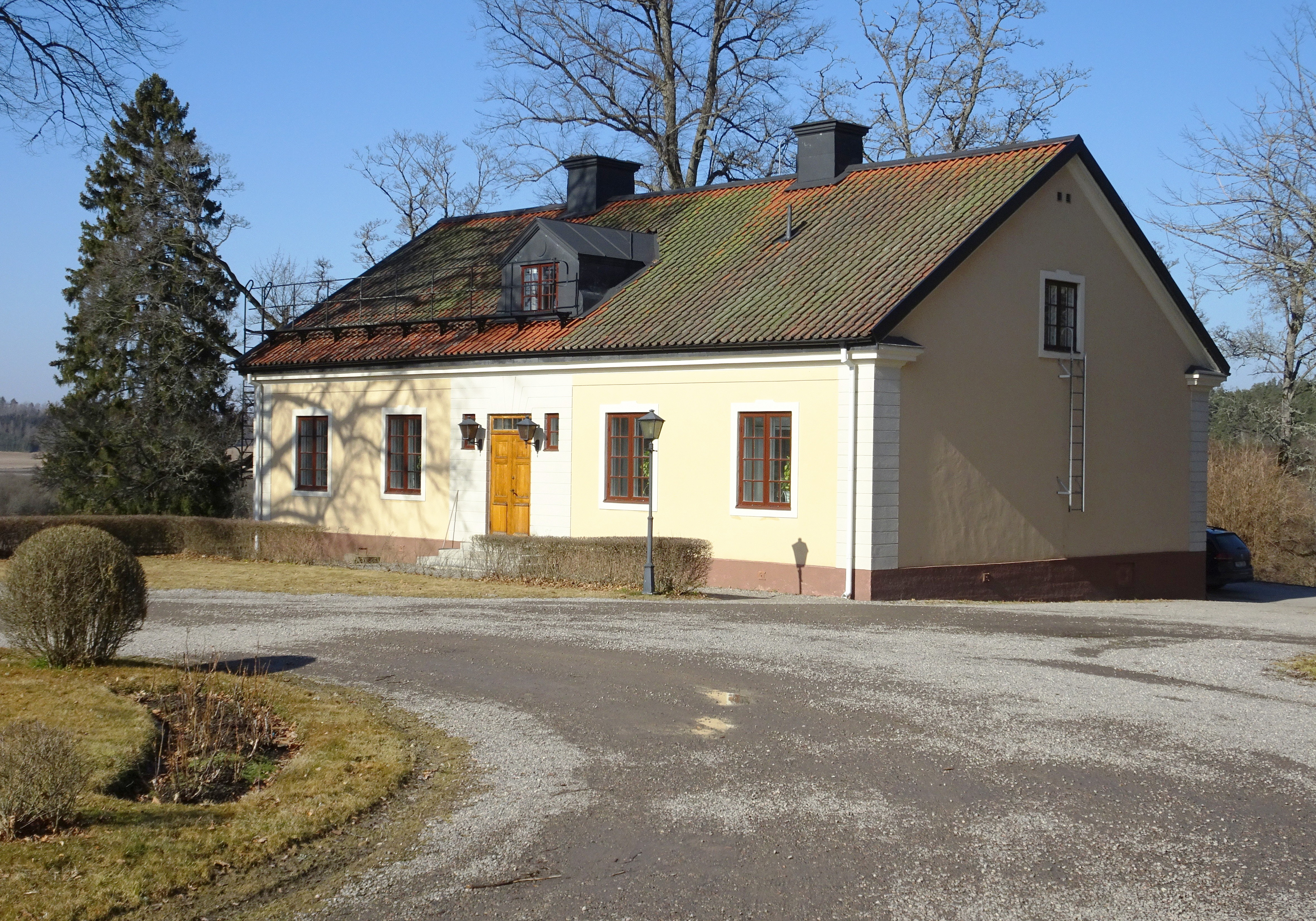
Nordvästra flygel.

Exteriör, trädgårdssidan
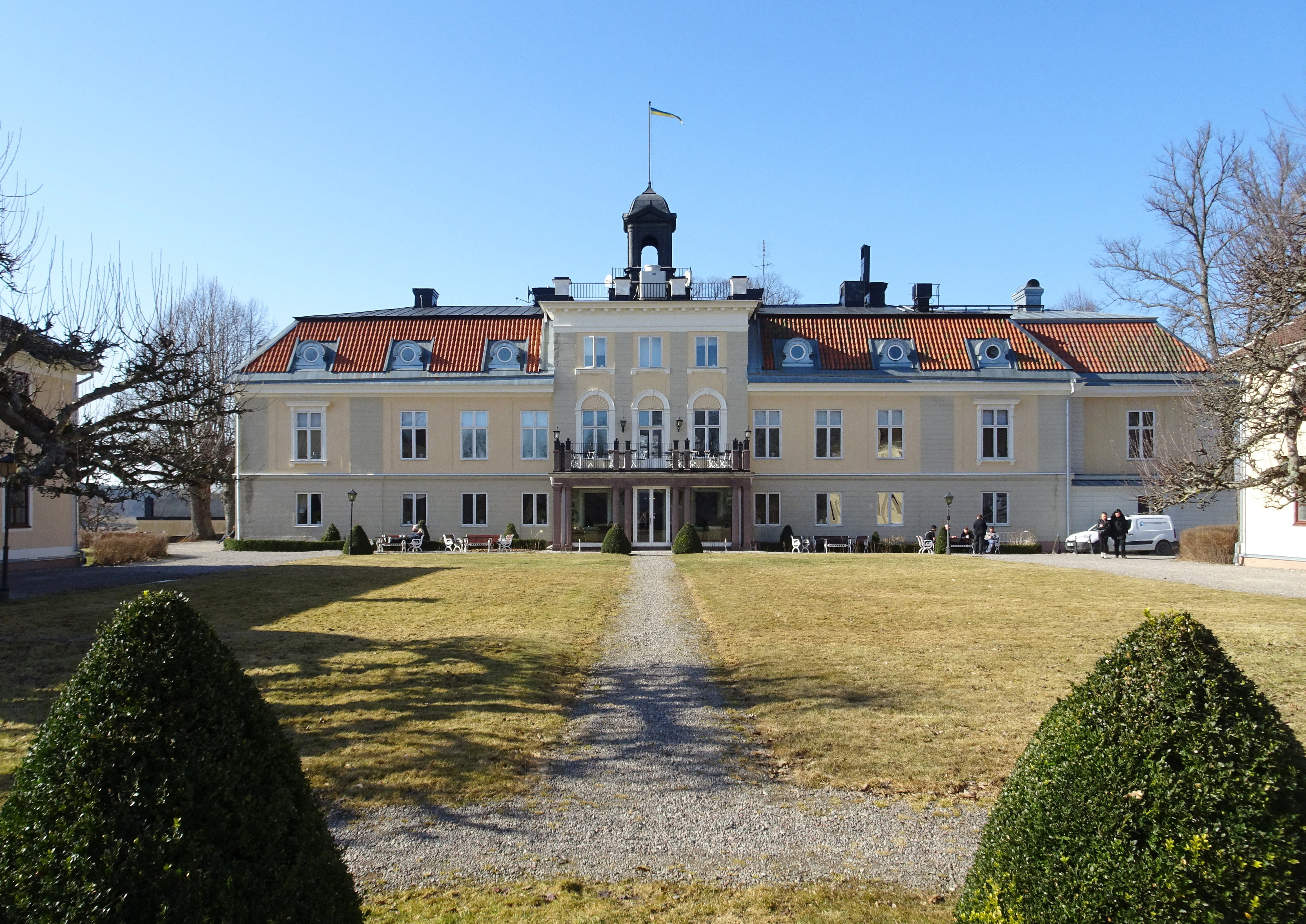
Corps de logi.
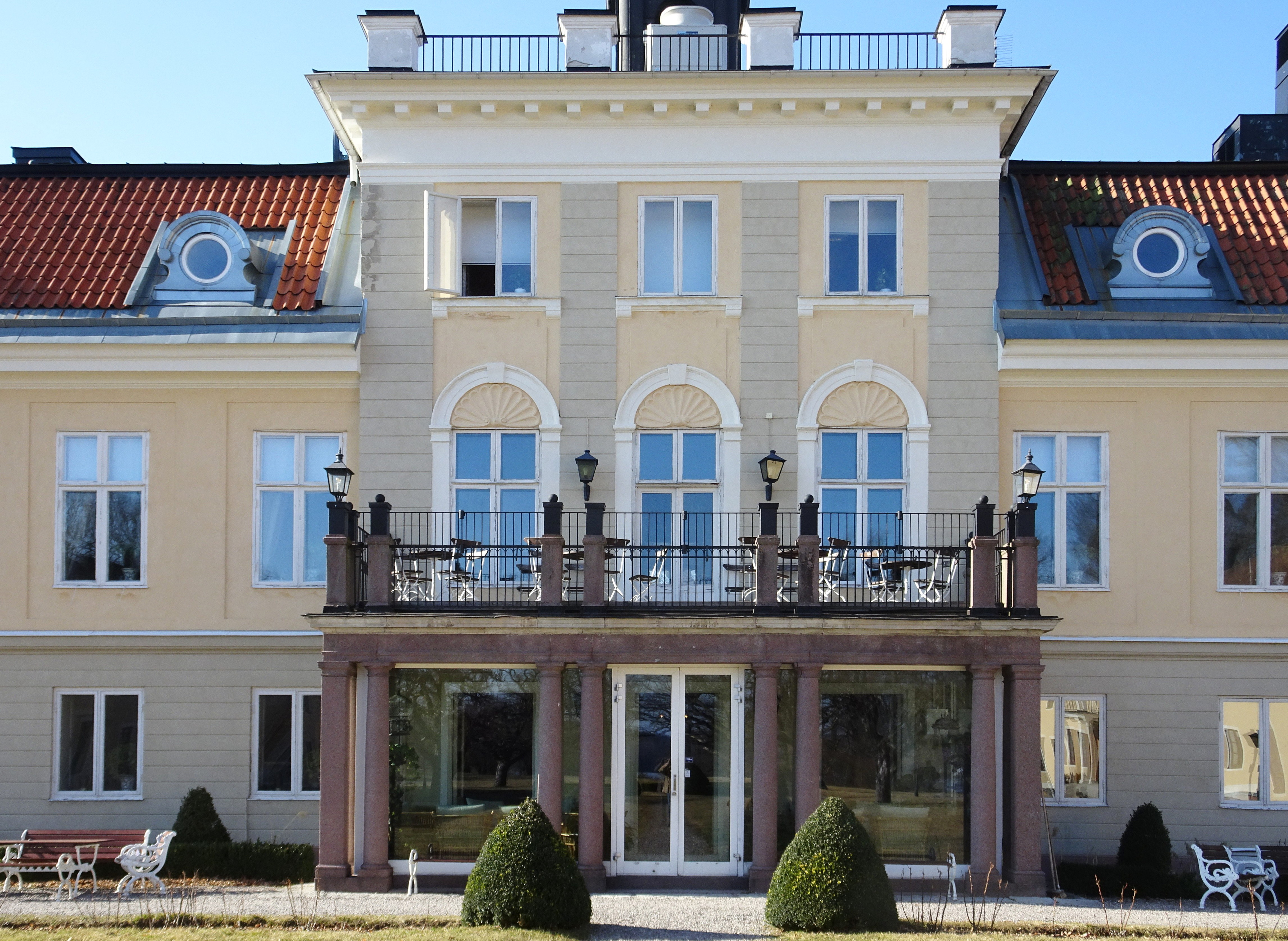
Mittrisalit och altan.
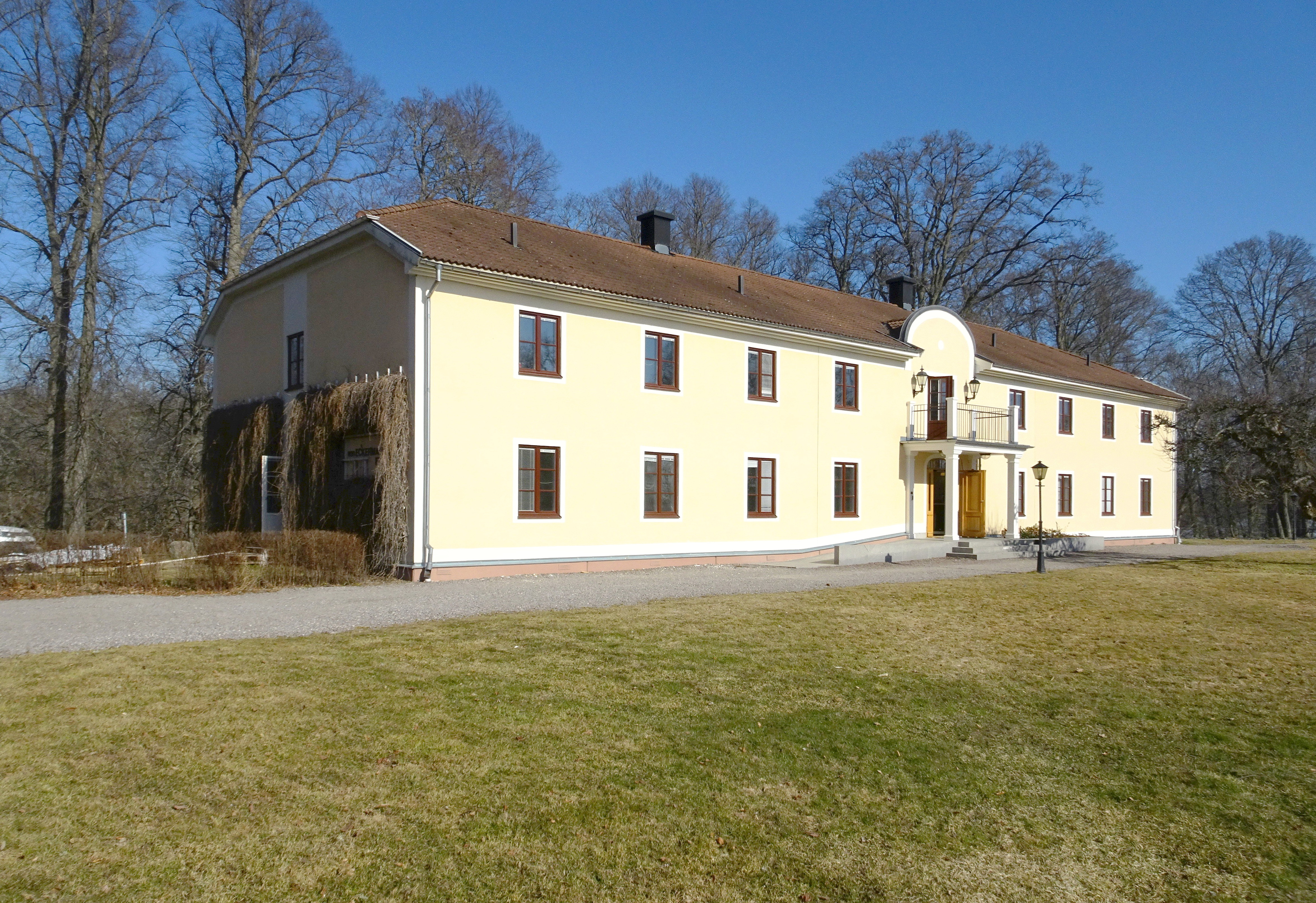
Von Eckermannska flygeln.
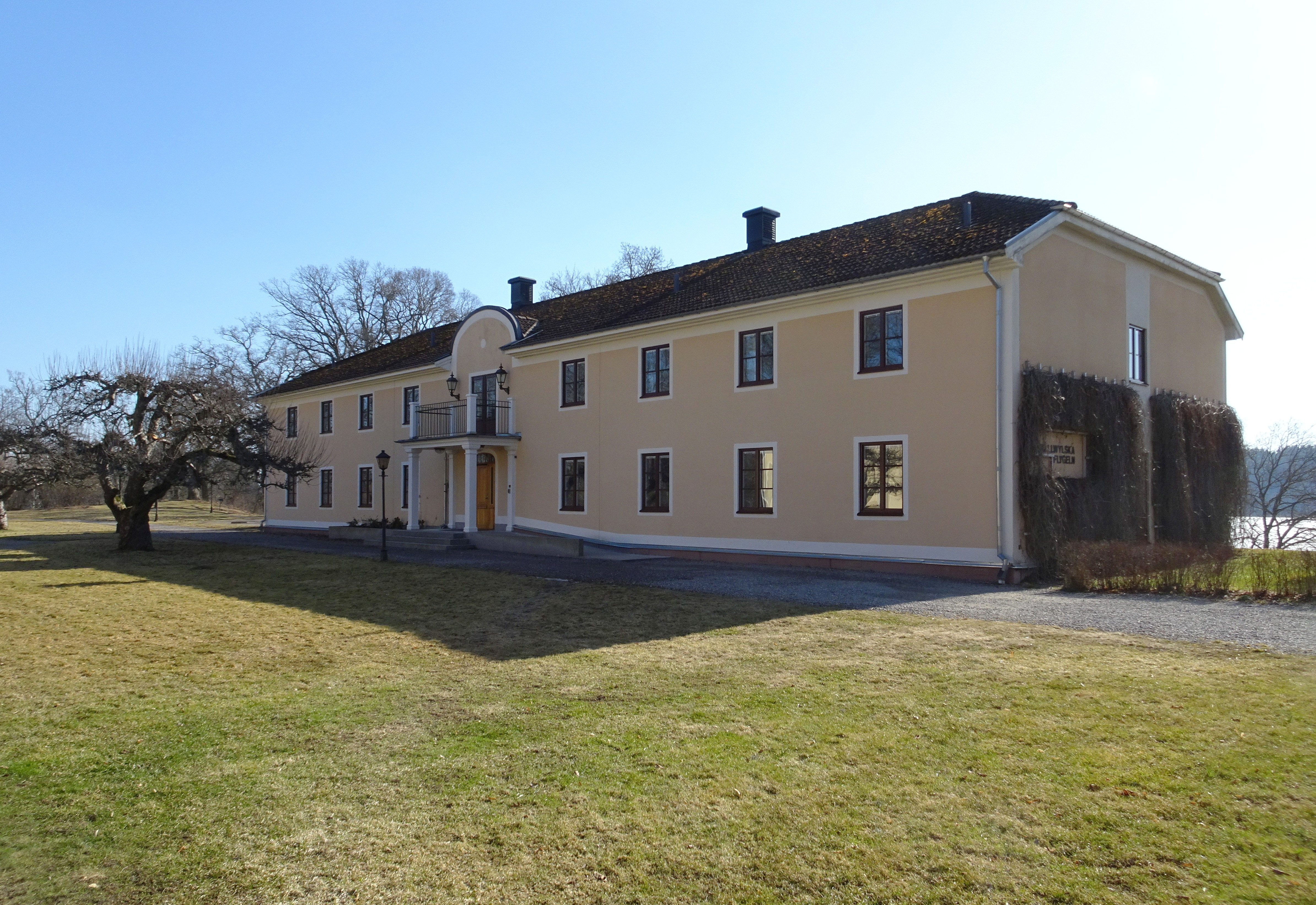
Von Hallwylska flygeln.

## Verksamhet
Innan nuvarande fastighetsbildning utfördes 1985 omfattade egendomen en areal om 1 034 hektar mark därav 468 uppodlad. Gårdens ursprungliga ekonomibyggnader och arrendatorbostaden ligger på fastlandet, men hör inte längre till hotellfastigheten, medan en äldre trädgårdsmästarbostad (i dag Sjövillan) och ett gulmålat stall (i dag plats för fest och event) finns på holmen nedanför huvudbyggnaden. Södertuna drivs som en exklusiv hotell- och konferensanläggning med 120 bäddar fördelade på 69 rum.

Interiörbilder
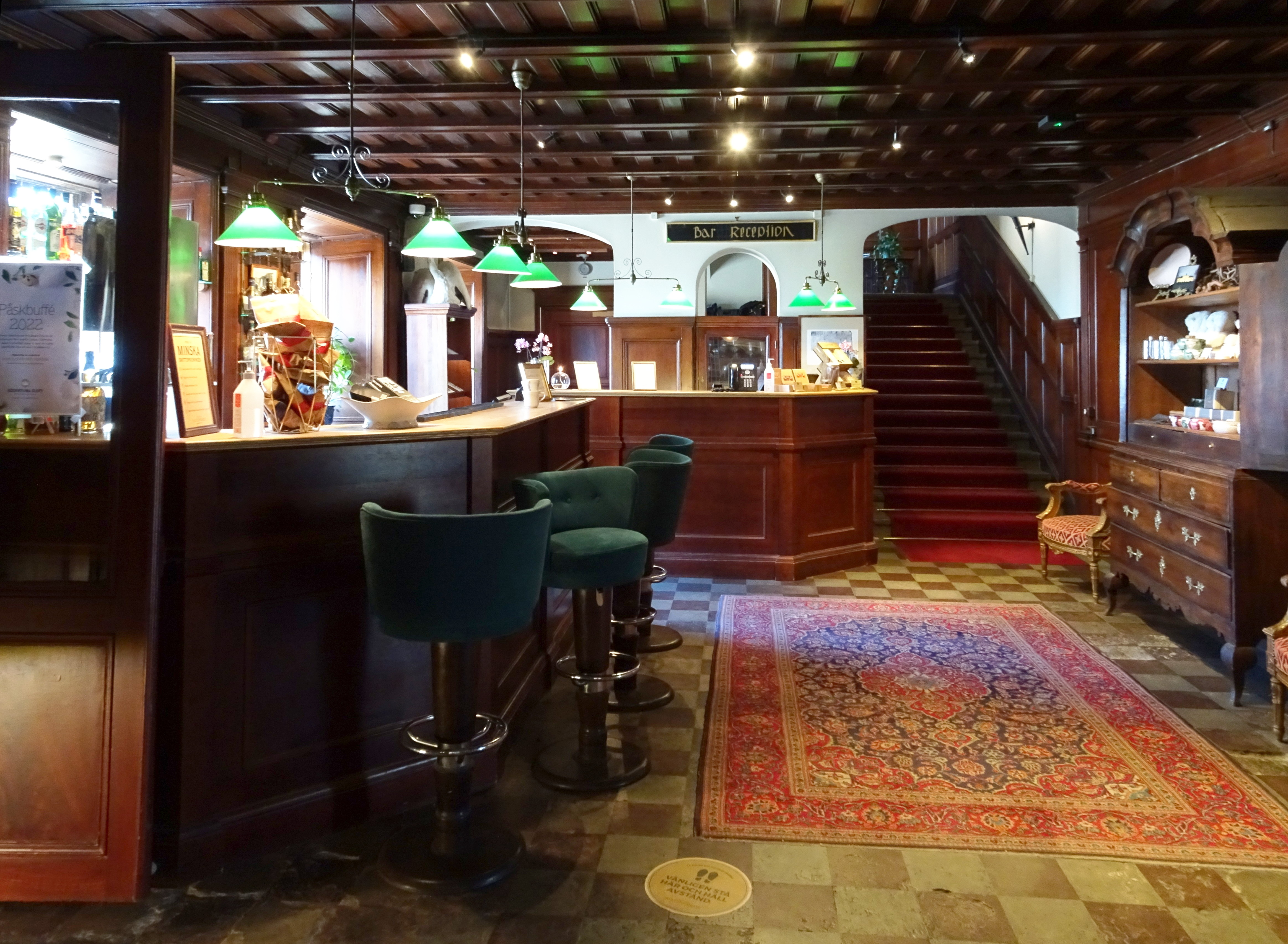
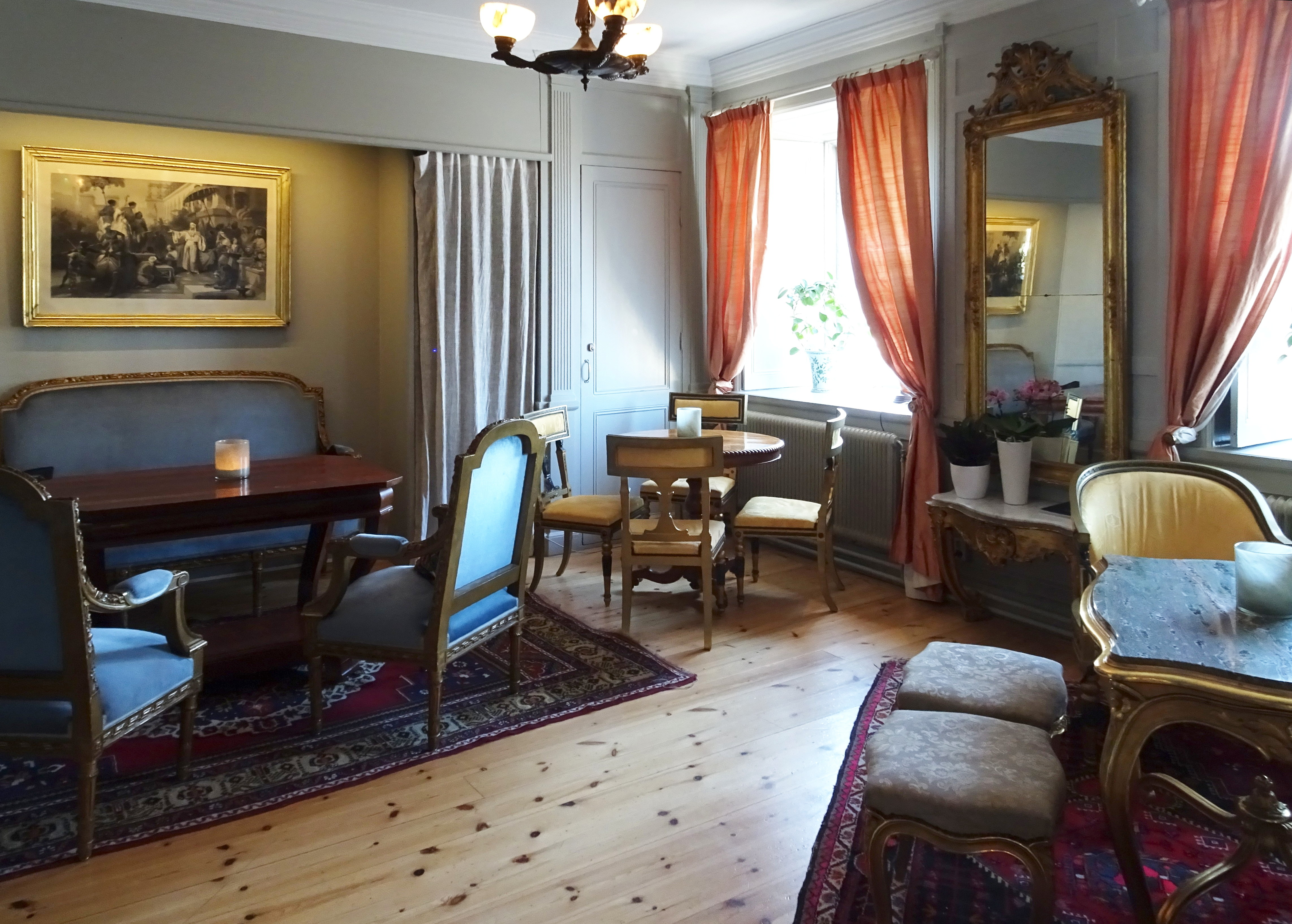
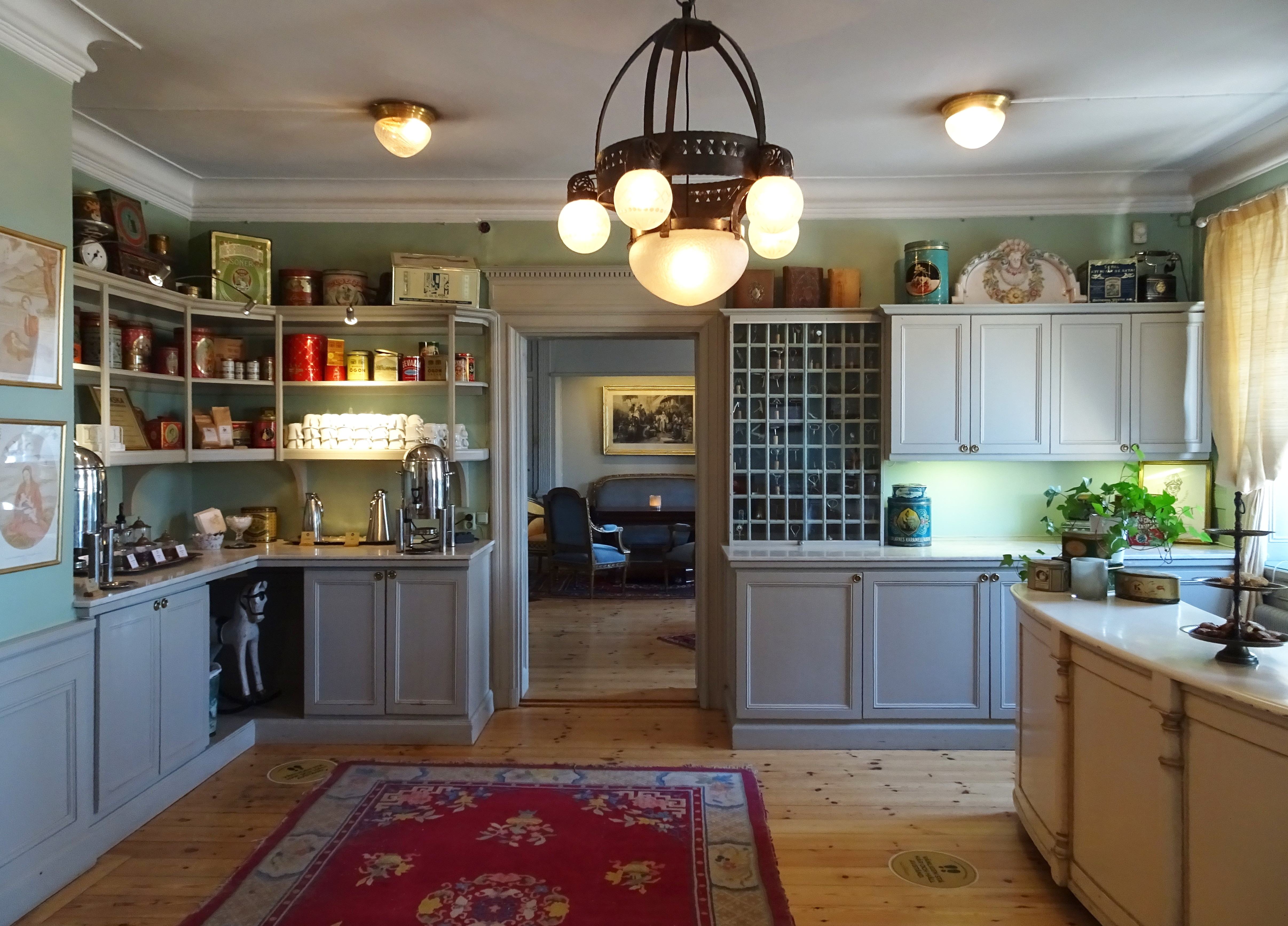
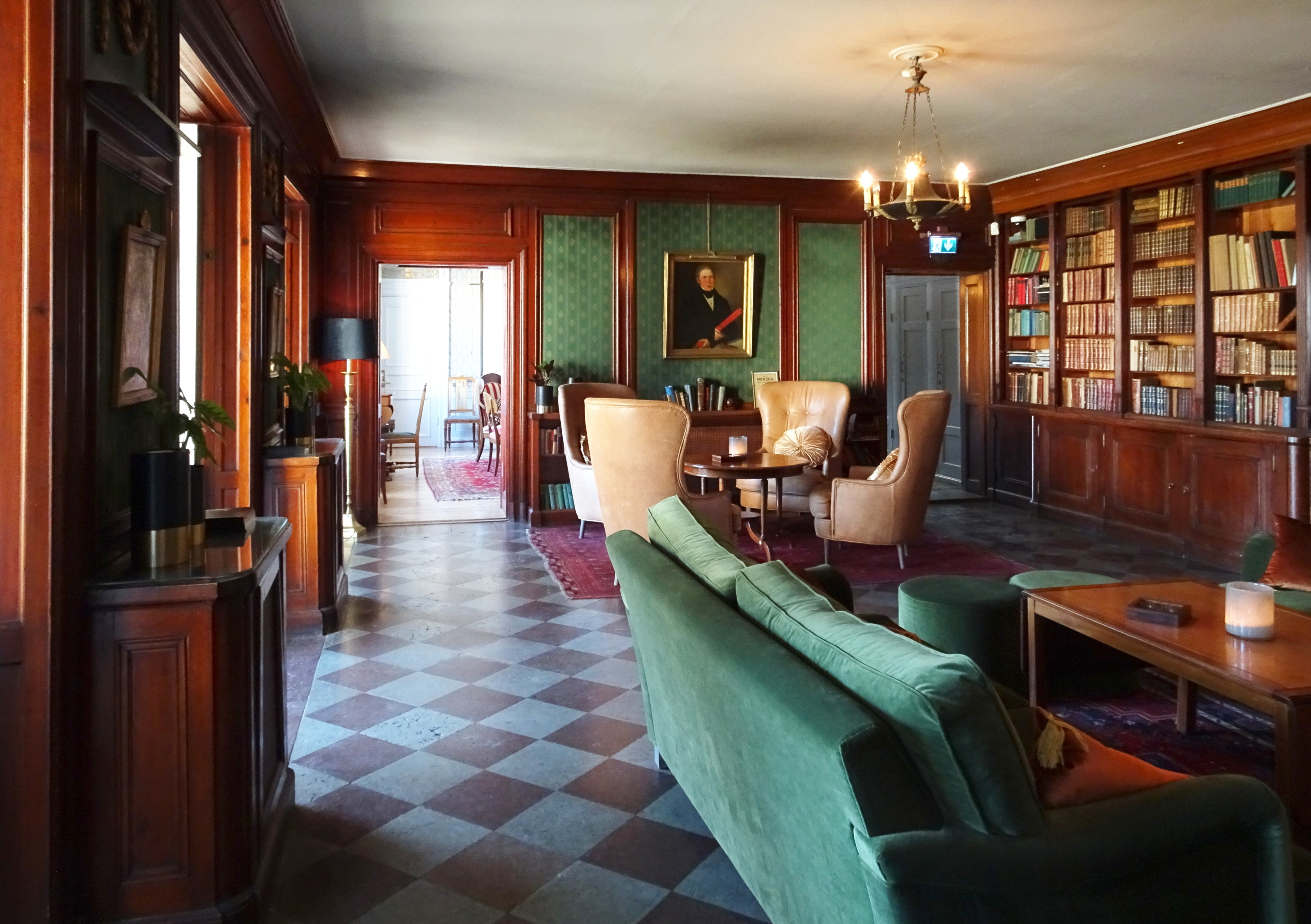

## Ur ägarelängden
- 1300-talet: Karl Nikilsson Färla
- 1400-talet: Jon Karlsson Färla
- 1500-talet: Brita Jönsdotter Roos

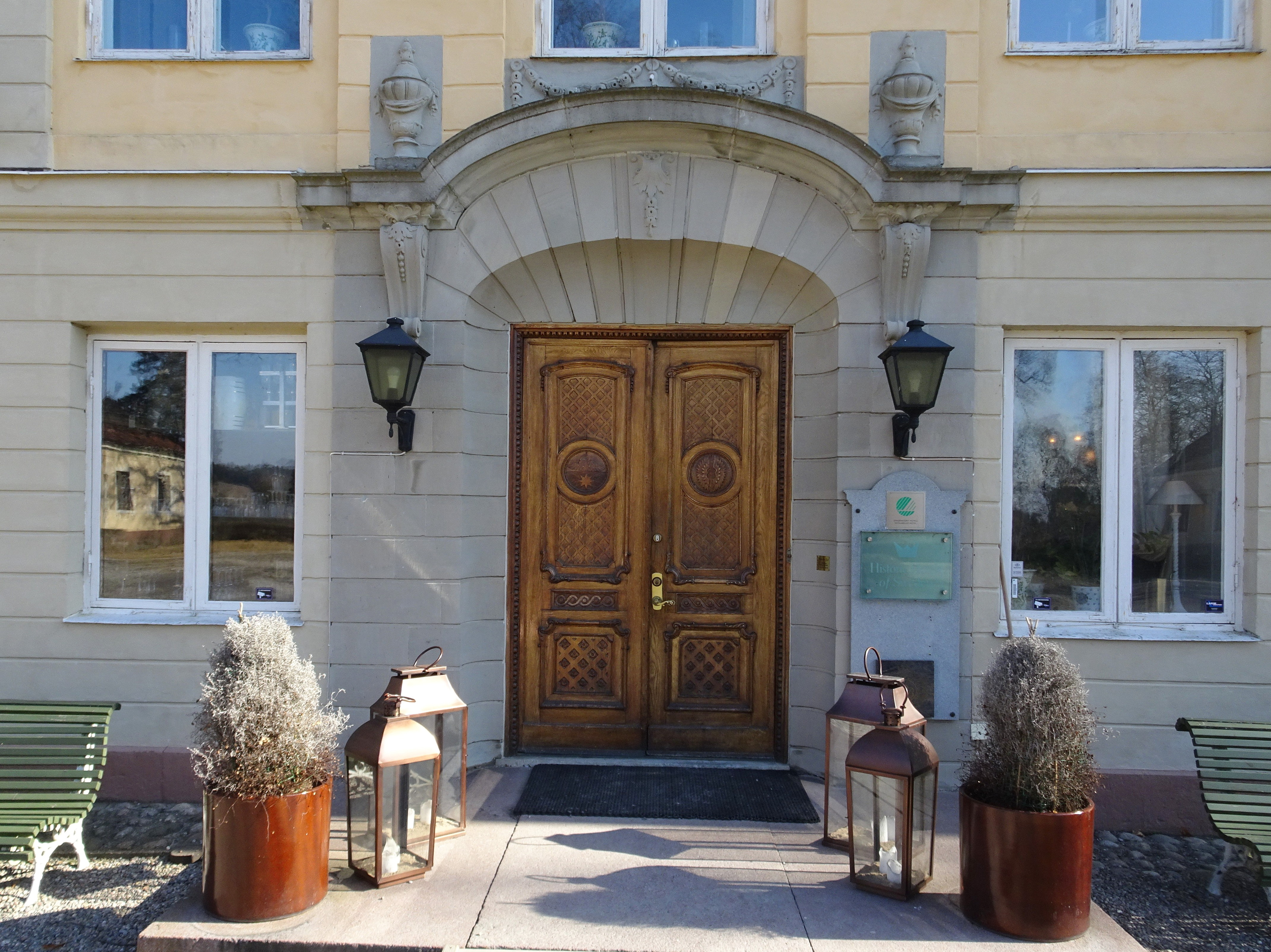
Entréportalen med von Eckermanns och von Hallwyls vapen i dörrbladet.

- 1500-talet: Sten Eriksson Leijonhufvud
- 1573: Claes von Köllen
- 1587: Jakob Kouschild (Koskull)
- 1600-talets början: olika förläningar
- 1646: Clas Stiernsköld
- 1676: Gustaf Adolf Sparre
- 1685: Erik Lovisin
- 1693: Erik Lovisin (den förres son)
- 1715: Gustaf Palmfeldt
- 1744: Gustaf Palmfeldt (den förrs son)
- 1790-talet: Claes Adam Wachtmeister
- 1828: Christina Hall (den förres änka)
- 1839: Carl Johan Wachtmeister
- 1840: Anders Otto Adelborg
- 1862: Lovisa Wilhelmina Adelborg
- 1891: Johanna Kempe
- 1891: Ebba von Hallwyll (den förres dotterdotter)
- 1951: Claes Thure von Eckermann (den förres sonson)
- 1985: Södertuna Konferensslott AB
- 2007: familjen Åström vilken driver Södertuna som hotell- och konferensanläggning